# O Gud vi love dig, o Herre
O Gud vi love dig, o Herre är en fri översättning till den urgamla hymnen "Te Deum laudamus". Den finns i finländska handskrifter från 1500-talets slut och i senare tryckta psalmböker. I Göteborgspsalmboken 1650 anges D. Mart. Luth. som författare till versionen sida 18-20 medan versionen sida 20-22 har överskriften Canticum Ambrosij & Augustini och överensstämmer ordagrant bortsett från stavningen med versionen i 1695 års psalmbok.
Första versen i Martin Luthers version lyder 1650:
O Gudh wij lofwe tigh/ O HERre wij tacke tigh
Tigh, Fader i Ewigheet/ Prijsar Werlden widt och bredt.
All Englar och Himmels Häär/ Och alt thet som skapat är
Sampt Cherubim och Seraphim/ Siunga Loff i all sinn
I 1695 års psalmbok (tryckt 1767)är texten bearbetad och signeras med latinska upphovet: Ambrosius. Augustinus.
Psalmen inleds 1695:
O Gudh wij lofwe tigh/ O HErre wij tacke tigh
Tigh, ewige Fader/ Wördar hela werlden
Tigh prisa alle Änglar/ himlar och alla kraffter
Tigh prisa Cherubim och Seraphim/ siungandes utan ända

## Publicerad i
- Swenske Songer eller wisor 1536 med titeln O gudh wij loffue tich under rubriken "S. Ambrosij och Agustini loffsong Te deum".[1]
- Een liten Songbook under rubriken "Te Deum".[2]
- 1572 års psalmbok med titeln O Gudh wij loffue tigh under rubriken "S. Ambrosij och Augustini Loffsong".[3]
- Göteborgspsalmboken med titeln Te Deum Laudamus och Canticum Ambrosij & Augustini under rubriken "Några Andelige Loffsånger".[4]
- Den svenska psalmboken 1694 som nummer 7 under rubriken "Trones Artiklar".[5]
- 1695 års psalmbok som nr 6 under rubriken "Catechismus författad i Sånger: Trones Artiklar". Finns på Wikisource.
- Luthersk psalmbok som nr 702 "O Gud, vi lova dig"
- Koralbok för skola och hem 1939 som nr 603 med titeln "Te Deum (O Gud, vi lova dig)"